# أربوسة غسقية
أربوسة غسقية (الاسم العلمي: Erebus crepuscularis) هي نوع من الحشرات تتبع جنس الأربوسة من الفصيلة الأربوسية.